# Sinapa Piliang
Sinapa Piliang is een bestuurslaag in het regentschap Solok van de provincie West-Sumatra, Indonesië. Sinapa Piliang telt 1312 inwoners (volkstelling 2010).